# ザントボステル
ザントボステル (ドイツ語: Sandbostel) は、ドイツ連邦共和国ニーダーザクセン州のローテンブルク（ヴュンメ）郡に属す町村（以下、本項では便宜上「町」と記述する）で、ザムトゲマインデ・ゼルジンゲンを構成する町村の一つである。

## 地理

### 位置
ザントボステルは、ブレーマーフェルデの南約9km、ツェーフェンの北17km、ブレーメンの北東43km、ハンブルクの西60kmに位置する。オステ川がこの町を流れている。

### 自治体の構成
首邑であるザントボステルの他、オーバー・オホテンハウゼン、アルテンブルク、ミンテンブルク、ゴゼーウス、ハインリヒスドルフ、ヒュッテン、ファリエ、シュトッペルハイデの集落がこの町に属す。

## 歴史
ザントボステルは、かつては単に Bostel と呼ばれ、1545年から1800年までボステル荘園を含む貴族領であった。オーバー・オホテンハウゼンにも1555年頃から1765年まで、やはり貴族領があった。1796年にザントボステル領から湿地の入植地ミンテンブルクが設立された。
1939年から1945年までザントボステル近郊に、戦争捕虜強制収容所 シュタラークX-B があった。終戦後、この施設は1945年4月に一時的に難民仮収容所として利用された。1952年から1960年まで戦争捕虜収容施設は、東ドイツからの越境者を収容する施設として利用された。女性の収容施設はヴェスターティムケに置かれた。2004年12月に、「かつて戦争捕虜収容施設 シュタラークX-B があったザントボステルの土地に、それを記録、記念、学習するための施設を建設する」ためのザントボステル収容所財団が設立された。
オーバー・オホテンハウゼンは、1998年の「我らの村が一番美しい」コンテスト州大会・連邦大会で第1位を獲得した。

## 行政

### 議会
ザントボステルの町議会は、9議席からなる。

### 紋章
ザントボステルの紋章は、上部は金地で、緑の扉を持つニーダーザクセンの民家が3棟描かれている。下部は丘陵型に弓なりの緑地で、オステ川を象徴する銀の波帯が描かれている。弓なりの緑地は、この町が丘陵地にあることを示している。

## 文化と見所

### 博物館
1999年からザントボステルのヒューセルフスには小博物館があり、郷土文化の展示がなされている。

### 建造物
戦争捕虜強制収容所 シュタムラーゲX-B（略してシュタラークX-Bとも呼ばれる）は保護記念物となっている。現在は建物が再建され、展示されている。
集落の入り口に古い風車が遺っている。この風車は粉挽きのヒンリヒ・シュレーダーによって1955年まで稼働していた。現在は住居となっており、風車の内部機構は撤去されたが、羽根車などの主要部分は遺っている。

### 追悼の場所
ザントボステルには、戦争捕虜となって死亡したロシア、ポーランド、フランス兵士の墓地がある。その大部分は一つの穴に複数の死者が埋葬された共同墓である。捕虜になった兵士は強制労働に就いていた。現在は一定の期間毎に姉妹自治体であるフランスの Danizy（エーヌ県）から、墓参と墓地保全管理のための施設が派遣されている。この使節団のメンバーはザントボステルの家庭にホームステイすることになっている。

### 年中行事
ザントボステル乗馬クラブは、牧歌的な森にある馬場で毎年、障害飛越競技の大会を開催している。毎年約150組の騎手と馬が参加し、ゲルト・ヴィルトファングをはじめ多くのプロ騎手がそのキャリアの初期に参加している。

## 引用
1. ↑  Landesamt für Statistik Niedersachsen, LSN-Online Regionaldatenbank, Tabelle A100001G: Fortschreibung des Bevölkerungsstandes, Stand 31. Dezember 2023
2. ↑  財団のウェブサイト